# Terminator: Resistance
Terminator: Resistance – strzelanka pierwszoosobowa z elementami komputerowej gry fabularnej (RPG) wyprodukowana przez polskie studio Teyon. Została wydana na platformy Microsoft Windows, PlayStation 4 i Xbox One 15 listopada 2019 roku, a także na PlayStation 5 30 kwietnia 2021 jako Terminator Resistance – Enhanced. 27 października 2023 ukazała się wersja na konsolę Xbox Series X/S  zatytułowana Terminator: Resistance – Complete Edition. Wydawcą gry w Stanach Zjednoczonych był Reef Entertainment, z kolei w Polsce Koch Media Poland.

## Rozgrywka
Terminator: Resistance jest jednoosobową grą wideo stanowiącą połączenie dwóch gatunków – strzelanki pierwszoosobowej i komputerowej gry fabularnej. Gra osadzona jest w świecie serii filmowej Terminator; w postapokaliptycznych realiach wojny ludzi z maszynami, wypowiedzianej przez zbuntowaną, sztuczną inteligencję o nazwie Skynet. Gracz steruje poczynaniami Jacoba Riversa – jednego z żołnierzy ruchu oporu „Tech-Com” dowodzonego przez samego Johna Connora. W trakcie rozgrywki postać gracza walczy ze znanymi z filmu terminatorami i maszynami takimi jak m.in. T-800, T-600, HK-Tank czy HK-Aerial. Do dyspozycji gracza dano różnego rodzaju uzbrojenie – od zwykłej broni palnej takiej jak m.in. Karabin M16 czy Uzi SMG poprzez bomby rurowe aż po miotacze plazmowe

## Odbiór
Na portalu Metacritic gra w wersji na PlayStation 4 zebrała „ogólnie nieprzychylne recenzje”, podczas gdy w wersjach na PC oraz konsole Xbox One, Xbox Series X/S i PlayStation 5 „mieszane lub przeciętne”. Wersja na Windows spotkała się z bardzo pozytywnym przyjęciem graczy na platformie Steam.
Wesley Yin-Poole z serwisu Eurogamer opisał grę jako „generyczną i nudną”. Alex Avard z GamesRadar uznał Terminator: Resistance za „najlepszą grę osadzoną w uniwersum Terminatora wszech czasów”, jednakże przyznał też, że „biorąc pod uwagę kiepską przeszłość serii, jeśli chodzi o interaktywną rozrywkę, poprzeczka umiejscowiona była naprawdę nisko”. Avard określił mimo wszystko produkcję „najgorszą grą w jaką grał w 2019 roku”. Tristan Ogilvie z IGN skrytykował zbyt niski poziom trudności gry oraz walkę z terminatorami, pisząc: „kiedy szkieletowe cyborgi pojawiają się, okazują się szokująco nieudolne i bezsilne; to nie są bezlitośni mordercy, którzy zlekceważą twoje ataki i nieustępliwie cię ścigają jak Mr. X z Resident Evil 2, to po prostu blaszani terminatorzy, którzy nieszczęśnie maszerują wprost na ścieżkę pocisków twojego karabinu plazmowego i potulnie zmieniają się w rozrzucony stos części zamiennych”.
Zack Zwiezen z Kotaku entuzjastycznie porównał grę do dwóch wcześniejszych gier ze świata Terminatora – wydanych w latach 90. Terminator: Future Shock oraz The Terminator: Skynet – chwaląc głównie terminatorów, którzy zdaniem recenzenta, podobnie jak przed laty wzbudzają przerażenie, zwłaszcza w początkowych sekwencjach gry. Lucas Blaine z CBR w swojej recenzji docenił aspekty estetyczne gry oraz wierne odwzorowanie świata filmu, pisząc, że „ostatecznie podejście Teyonu do uniwersum Terminatora zaowocowało sukcesem, ponieważ skutecznie zaprezentowano niewykorzystane aspekty filmów, odtwarzając je z miłością i dbałością o szczegóły”. Blaine stwierdził też, że Resistance „to prawdziwa gratka nie tylko dla fanów serii, ale także dla tych, którzy cenią sobie dobre kreowanie świata i atmosfery”.
Michał Pajda z serwisu Gry-Online uznał, że choć Terminator: Resistance „nie może konkurować z innymi shooterami”, jest „zaskakująco satysfakcjonujący” oraz że gra „to nie tylko całkiem niezły tytuł, ale i najlepsza do tej pory produkcja z maszynami Skynetu w rolach głównych”.
Średnia ocen graczy dla Terminator: Resistance w serwisie Gry-Online wyniosła 7.4/10.

## Reakcja twórców na krytykę
Twórcy gry Terminator: Resistance odnieśli się do części zarzutów recenzentów, m.in. tych dotyczących przeciwników zmierzających wprost na ścieżkę pocisków postaci kontrolowanej przez gracza:

Nie wszyscy recenzenci zrozumieli zachowanie terminatorów. Dość głupie, przyznaję… ale to są wpływy filmu. Ostrzeliwany Terminator idzie prosto w stronę linii ognia. W Resistance jest mnóstwo filmowych niuansów, które są źle odbierane przez młodszych redaktorów, wychowanych na Matriksie, Transformersach i nowych FPS-ach. Oni patrzą na maszyny Skynetu jak na ludzi, żołnierzy, którzy by przecież stosowali uniki… Tymczasem Terminator nigdy, przenigdy, nie unikał kul.

## Dodatek
10 grudnia 2021 ukazał się dodatek do gry pt. Terminator: Resistance – Annihilation Line będący fabularnie midquelem gry Terminator: Resistance. W tym dodatku gracz ponownie kontroluje postać żołnierza ruchu oporu – Jacoba Riversa. Główny bohater dołącza do oddziału sierżanta Kyle’a Reese’a, któremu powierzono zadanie zbadania sprawy znajdującej się za tytułową „Linią Zagłady” placówki ruchu oporu w Northridge, z którą utracono wszelki kontakt. Dodatek Annihilation Line zebrał w agregatorze Metacritic „mieszane lub przeciętne” recenzje z wynikiem 65/100 w wersji na PlayStation 5 oraz 61/100 w wersji na PC. Średnia ocen graczy dla Annihilation Line w serwisie Gry-Online wyniosła 8.0/10